# Isopeptag
Das Isopeptag ist ein Protein-Tag von sechzehn Aminosäuren, das zur Bestimmung von Protein-Protein-Interaktionen verwendet werden kann.

## Eigenschaften
Durch die Kopplung des Isopeptags (TDKDMTITFTNKKDAE) an ein rekombinant exprimiertes Protein kann dieses mit einem spezifischen  Bindungspartner des Isopeptags über eine autokatalytisch gebildete Isopeptidbindung kovalent verknüpft werden. Das Isopeptag ist vom Pilin-Protein Spy0128 aus Streptococcus pyogenes abgeleitet. Spy0128 enthält zwei intramolekulare, autokatalytisch gebildete Isopeptidbindungen, die die Stabilität eines Pilus bewirken. Durch Entfernen des C-terminalen β-Strangs des Spy0128 und somit einer der beiden Isopeptidbindungen entstand das Isopeptag. Die Isopeptidbindung erfolgt bei Temperaturen zwischen 4 °C und 37 °C, bei pH-Werten zwischen fünf und acht, Redox-unabhängig und in Anwesenheit geläufiger Tenside. Das enzymatische Isopeptag kann auch in das Isopeptag und ein enzymatisch aktives Proteinfragment geteilt werden, welche – an zwei unterschiedliche Proteine gekoppelt – einen Förster-Resonanzenergietransfer zwischen zwei Fluorophoren vermitteln können.